# Get It on Now Feat. Keiko
«Get it on now feat. KEIKO» es el trigésimo noveno sencillo de la banda globe, lanzado oiginalmente al mercado el 22 de noviembre del año 2005.

## Información
El segundo y último trabajo de la denominada globe extreme, es decir a los tres miembros originales de globe más la participación del ex tecladista de X-Japan, Yoshiki.
Este sencillo es hasta el momento el menos exitoso de la banda, sin siquiera poder entrar dentro del Top 30 de las listas de Oricon, y vendiendo poco más de 7 mil copias. Quizás este fracaso sea una de las razones por las que Yoshiki dejó de formar parte de la banda, pero nunca fue aclarado por completo el hecho de que volvieran a ser sólo 3 miembros.
El tema cuenta con letras tanto en japonés, inglés y francés, y en los créditos se le atribuye su producción a globe en general. Se desconoce el por qué le fue agregado al título el featuring KEIKO.

## Canciones
1. get it on now feat. KEIKO
2. out of © control
3. get it on now feat. KEIKO (Instrumental)
4. out of © control (Instrumental)

- Datos: Q11221518